# Championnat d'Antigua-et-Barbuda de football 2012-2013
Navigation
Saison précédente Saison suivante
La saison 2012-2013 du Championnat d'Antigua-et-Barbuda de football est la quarante-deuxième édition de la Premier Division, le championnat de première division à Antigua-et-Barbuda. Les dix formations de l'élite sont regroupées au sein d'une poule unique où elles s'affrontent deux fois, à domicile et à l'extérieur. En fin de saison, les deux derniers du classement sont relégués et remplacés par les deux meilleures formations de First Division tandis que le 8e dispute un barrage de promotion-relégation.
C'est le club d'Old Road FC, tenant du titre, qui remporte à nouveau la compétition cette saison après avoir terminé en tête du classement final, avec deux points d'avance sur Hoppers FC et trois sur SAP FC. Il s’agit du second titre de champion d'Antigua-et-Barbuda de l'histoire du club.

## Les clubs participants
- Hoppers FC
- Willikies FC
- All Saints United
- Old Road FC
- Celtics FC - Promu de First Division
- Sea View Farm FC
- Fort Road FC - Promu de First Division
- Bassa SC
- Parham FC
- SAP FC

## Compétition
Le barème de points servant à établir le classement se décompose ainsi :
- Victoire : 3 points
- Match nul : 1 point
- Défaite : 0 point

### Classement
| Rang | Équipe            | Pts | J  | G  | N | P  | Bp | Bc | Diff |
| ---- | ----------------- | --- | -- | -- | - | -- | -- | -- | ---- |
| 1    | Old Road FCT      | 45  | 18 | 14 | 3 | 1  | 53 | 13 | +40  |
| 2    | Hoppers FC        | 43  | 18 | 13 | 4 | 1  | 48 | 14 | +34  |
| 3    | SAP FC            | 42  | 18 | 13 | 3 | 2  | 47 | 17 | +30  |
| 4    | Parham FC         | 27  | 18 | 7  | 6 | 5  | 24 | 21 | +3   |
| 5    | Bassa SC          | 26  | 18 | 8  | 2 | 8  | 25 | 24 | +1   |
| 6    | All Saints United | 25  | 18 | 8  | 1 | 9  | 40 | 35 | +5   |
| 7    | Fort Road FCP     | 15  | 18 | 5  | 0 | 13 | 25 | 43 | -18  |
| 8    | Willikies FC      | 13  | 18 | 3  | 4 | 11 | 17 | 41 | -24  |
| 9    | Celtics FCP       | 10  | 18 | 2  | 4 | 12 | 14 | 41 | -27  |
| 10   | Sea View Farm FC  | 10  | 18 | 3  | 1 | 14 | 14 | 58 | -44  |

|  | Champion d'Antigua-et-Barbuda                    |
|  | Participation au barrage de promotion-relégation |
|  | Relégation directe en First Division             |
|  | T : Tenant du titre P : Promu de First Division  |

### Matchs

#### Barrage de promotion-relégation
Le 8e de Premier Division, Willikies FC, retrouve les 3e et 4e de First Division, Empire FC et Bullets FC, en poule de promotion-relégation. Les trois équipes s'affrontent une fois, seule la meilleure d'entre elles est promue ou se maintient parmi l'élite.
| Rang | Équipe          | Pts | J | G | N | P | Bp | Bc | Diff |  | Résultats (▼ dom., ► ext.) | Will | Empi | Bull |
| ---- | --------------- | --- | - | - | - | - | -- | -- | ---- |  | -------------------------- | ---- | ---- | ---- |
| 1    | Willikies FC    | 2   | 2 | 0 | 2 | 0 | 3  | 3  | 0    |  | Willikies FC               |      | 2-2  |      |
| 2    | Empire FC (D2)  | 2   | 2 | 0 | 2 | 0 | 2  | 2  | 0    |  | Empire FC (D2)             |      |      | 0-0  |
| 3    | Bullets FC (D2) | 2   | 2 | 0 | 2 | 0 | 1  | 1  | 0    |  | Bullets FC (D2)            | 1-1  |      |      |

- Les clubs se maintiennent dans leur championnat respectif.

## Bilan de la saison
| Championnat d'Antigua-et-Barbuda de football 2012-2013 |                        |
| Champion                                               | Old Road FC (2e titre) |
| Coupes et trophées                                     |                        |
| Vainqueur de la Coupe d'Antigua-et-Barbuda 2012-2013   | Non disputée           |
| Qualifications continentales                           |                        |
| CFU Club Championship 2014                             | Aucun                  |
| Promotions et relégations                              |                        |
| Promus en Premier Division                             | Potters Tigers FC      |
| Promus en Premier Division                             | Jennings Grenades FC   |
| Relégués en First Division                             | Celtics FC             |
| Relégués en First Division                             | Sea View Farm FC       |